# Liste der Monuments historiques in Sainte-Thérence
Die Liste der Monuments historiques in Sainte-Thérence führt die Monuments historiques in der französischen Gemeinde Sainte-Thérence auf.

## Liste der Bauwerke
| Bezeichnung         | Beschreibung                       | Standort | Kennzeichnung | Schutzstatus   | Datum     | Bild           |
| ------------------- | ---------------------------------- | -------- | ------------- | -------------- | --------- | -------------- |
| Château de l’Ours   | Schloss, erbaut im 13. Jahrhundert | (Lage)   | PA00135202    | Inscrit        | 1995      | weitere Bilder |
| Kirche Ste-Thérence | Erbaut im 12. Jahrhundert          | (Lage)   | PA00093291    | Inscrit Classé | 1935 1965 | weitere Bilder |

## Liste der Objekte
| Bezeichnung                                         | Beschreibung                     | Standort                          | Kennzeichnung | Schutzstatus | Datum | Bild |
| --------------------------------------------------- | -------------------------------- | --------------------------------- | ------------- | ------------ | ----- | ---- |
| Retabel des Hauptaltars (Fotos in der Base Palissy) | Holz, vergoldet, 17. Jahrhundert | in der Kirche Ste-Thérence (Lage) | PM03000480    | Classé       | 1933  |      |
| Grab der heiligen Thérence                          | Stein, romanisch                 | in der Kirche Ste-Thérence (Lage) | PM03000481    | Classé       | 1965  |      |